# 惠发街道
惠发街道，是中华人民共和国吉林省长春市德惠市下辖的一个乡镇级行政单位。

## 行政区划
惠发街道下辖以下地区：
龙凤村、朱家村、烧锅村、世巨永村、周家村、毛家村、松柏村、世发号村、洪家村、长青村、永青村、东风村和太兴村。